# كي نيشيكوري
كي نيشيكوري (باليابانية: 錦織圭) (باليابانية: 錦織圭) مواليد 29 ديسمبر 1989 في ماتسوا في محافظة شيمانه في اليابان، هو لاعب كرة مضرب ياباني محترف. يُعتبر من أفضل عشر لاعبين في كرة المضرب حالياً، وأعلى تصنيف وصل إليه كان رقم. 5 في (3 نوفمبر 2014). هو أول لاعب ياباني والوحيد الذي وصل لأفضل عشر لاعبين في فردي كرة المضرب. بدأ مسيرته الاحترافية سنة 2007 وهو عمره 17 عاماً.
فاز نيشيكوري بـ 7 ألقاب بفردي الرجال، وكان وصيف بطولة أمريكا المفتوحة 2014 بعد هزيمته في النهائي من الكرواتي مارين سيليتش؛ مما جعله أول لاعب آسيوي من الذكور يصِل للمبارة النهائية في إحدى بطولات الجراند سلام. كما أنه أول آسيوي وصل لنصف نهائي نهائيات الجولة العالمية لرابطة محترفي التنس سنة 2014.

## الحياة الشخصية
ولد كي نيشيكوري ماتسوا في محافظة شيمانه في اليابان. والده كيوشي يعمل مُهندس، وأمه إري معلمة بيانو، لديه شقيقة واحدة تكبره سناً واسمها رينا. بدأ لُعب كرة المضرب وهو في عُمر 5 سنوات. وفاز بجميع بطولات الناشئين باليابان سنة 2001. تخرج من مدرسة أومري يامدا الثانوية. ثم انتقل إلى ولاية فلوريدا الأمريكية للانضمام إلى أكاديمية IMG. ويحب نيشيكوري الاستماع للموسيقى، ومتابعة كرة القدم، والقراءة، ولعب الجولف.
في ديسمبر 2010 أعلن نيشيكوري أن مدربه الجديد لموسم 2010 هو براد جيلبرت، والذي دَرب سابقاً العديد من أبطال العالم مثل أندي موراي، أندريه أغاسي، أندي روديك.

## وصلات خارجية
- كي نيشيكوري على موقع رابطة محترفي التنس (الإنجليزية)
- كي نيشيكوري على موقع الاتحاد الدولي لكرة المضرب (الإنجليزية)
- كي نيشيكوري على موقع كأس ديفيز (الإنجليزية)
- كي نيشيكوري على موقع خلاصة التنس.كوم (الإنجليزية)
- كي نيشيكوري على موقع إي إس بي إن.كوم (الإنجليزية)
- كي نيشيكوري على موقع اللجنة الأولمبية الدولية (الإنجليزية)
- كي نيشيكوري على موقع أوليمبيديا (الإنجليزية)
- كي نيشيكوري على موقع AS.com (الإسبانية)
- Nishikori Recent Match Results
- Nishikori World Ranking History
- ITF Tennis Kei Nishikori